# دون جونسون (لاعب كرة قدم أمريكية)
دون جونسون (بالإنجليزية: Don Johnson)‏ هو لاعب كرة قدم أمريكية أمريكي، ولد في 14 سبتمبر 1920 في شيكاغو في الولايات المتحدة.

## وصلات خارجية
- دون جونسون على موقع مرجع كرة القدم المحترفة.كوم (الإنجليزية)